# Bockholmssundet

Bockholmssundet är ett sund i Östra Mälaren beläget mellan Helgö, Ekerö kommun och fastlandet i Salems kommun, väster om Vällinge. Bockholmssundet är Mälarens sydligaste farled till och från Stockholm.
Farleden är trång och sjötrafiken leds av tre fyrar: Bockholmssund övre, Bockholmssund nedre och Bockholmssund Östra (från väst till öst). Mellan Bockholmssund nedre och Bockholmssund Östra finns Kaggeholms brygga. Sundet är cirka 2,5 kilometer lång och det smalaste stället är cirka 180 meter bred. Vattendjupet varierar mellan sju och tolv meter. I öst ansluter Kyrkfjärden och i väst Björkfjärden respektive Hovgårdsfjärden.